# Distretto di Central Otago
Il distretto di Central Otago è un'autorità territoriale della Nuova Zelanda che si trova entro i confini della regione di Otago, nell'Isola del Sud. La sede del Consiglio distrettuale si trova nella città di Alexandra. Da notare che per i neozelandesi l'area conosciuta come Central Otago è comunemente identificata con quella che include sia il Distretto di Central Otago che quello di Queenstown Lakes, mentre per riferirsi al solo Distretto di Central Otago gli abitanti parlano semplicemente di Central.
Il territorio del Distretto è prevalentemente montuoso, trovandosi esso a ridosso della catena montuosa delle Alpi meridionali. Central Otago è un distretto scarsamente popolato, con freddi inverni ed estati calde e secche.

## Economia
L'origine dell'insediamento europeo nel Distretto va ricercato nella corsa all'oro che scoppiò in Nuova Zelanda nel 1861. A parte questo, l'economia della regione si è sempre basata sull'allevamento di pecore e sulla coltivazione di drupe.
Ultimamente si sta notevolmente sviluppando l'industria legata al turismo, soprattutto spinta dalle vicine città di Queenstown e Wanaka. Inoltre sta prendendo piede l'allevamento di cervi e la coltivazione di uva: i vigneti di Central Otago e del Distretto di Queenstown Lakes sono ritenuti la zona di produzione vinicola più meridionale del mondo.